# Мемориал на горе Караул
Мемориал на горе Караул — единственный в России памятник «Слову о полку Игореве» находящийся в окрестностях города Белая Калитва Ростовской области.

## История и описание
Исторической реликвией города Белая Калитва является курган Караул. Он входит в число Семи чудес Дона.
Курган назван Караул-горой с давних времён, когда поселившиеся в этих местах казаки на самой высокой точке местности выставляли своих наблюдателей, которые при появлении вражеских орд разводили костры, дымом предупреждая всех в округе о приближении врага.
С вершины Караул-горы у Сокольих гор можно видеть междуречье Калитвы и Быстрой, где, как считается, происходила битва с половцами, описанная в «Слове о полку Игореве».

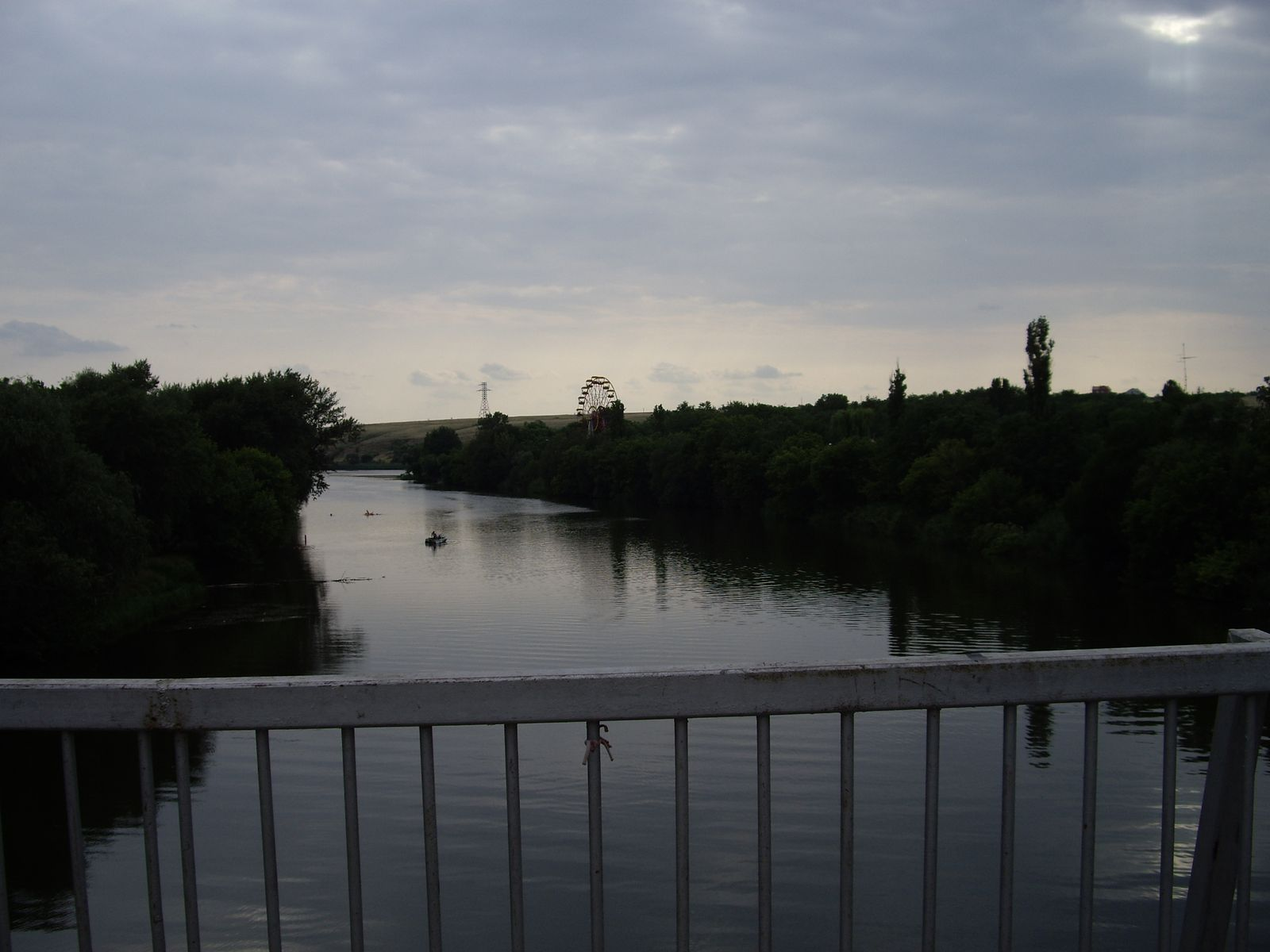
Река Калитва в городе Белая Калитва. Вид на место слияния с Северским Донцом.

Историки утверждают, что путь собранного князем войска пролегал через нынешний Донбасс и завершался на левобережье Северского Донца — вблизи нынешнего города Белая Калитва. Одни учёные полагают, что речка Быстрая, в те годы бывшая полноводной, и есть та самая легендарная Каяла. По мнению других, Каялой нужно считать реку Калитву.
Но, как бы там ни было, 16 мая 1970 года на Караул-горе (гора Караул) в память о легендарном сражении был установлен единственный в мире памятник русским воинам князя Игоря. На мемориальной табличке написано: «Воинам Игоревой рати — храбрым русичам 1185 год», посвящённый 775-летию «Слову о полку Игореве». Монумент представляет собой каменную глыбу из карельского диабаза весом в 17 тонн. Обелиск покоится на железобетонном фундаменте, скрытом могучим насыпным холмом. Под 3-метровой тёмно-серой глыбой, в специальной нише, замурованы капсулы с землёй из Киева и Путивля, Новгорода-Северского и Трубчевска, Рыльска и Курска, то есть из всех городов, чьи дружинники составили Игореву рать. Эти капсулы доставили сюда перед открытием памятника ученики школы посёлка Шолоховского Белокалитвинского района, члены школьного научного сообщества.
С июля 1975 года гора Караул взята под охрану как государственный памятник природы.

## Фестиваль «Каяльские чтения»
Ежегодно в мае в окрестностях хутора Погорелов Белокалитвинского района проходит международный историко-литературный фестиваль «Каяльские чтения» со смотром военно-исторических российских клубов, представляющих эпоху русского средневековья.
Сегодня это, возможно, единственный «военный смотр» в России, посвящённый литературному памятнику. Такой яркий фестиваль уже который год включается в календарь туристических событий Ростовской области.